# Моцпан, Дмитрий Георгиевич
Дмитрий Георгиевич Моцпан (рум. Dumitru Moțpan; 3 мая 1940, с. Селиште, Кишинёвский уезд, Бессарабия, Королевство Румыния — 23 июня 2018, Кишинёв, Республика Молдова) — молдавский политик, председатель парламента Республики Молдова с 9 января 1997 по 23 апреля 1998 года.

## Биография
Дмитрий Моцпан родился 3 мая 1940 года в селе Селиште Ниспоренского района.

### Профессиональная карьера
Окончил Сорокский совхоз-техникум механизации и электрификации сельскохозяйственного производства и Одесскую Высшую партийную школу. Член КПСС до 1991 года.
Работал инженером-механиком, председателем колхоза «Путь Ленина в Фэлештах», занимал различные должности в местных партийных органах. В 1990-1998 гг. был депутатом парламента Республики Молдова.

### Политическая карьера
В качестве депутата Дмитрий Моцпан развернул обширную деятельность, был активным членом парламентского клуба «Viața Satului» (Сельская жизнь), созданного в апреле 1990 года, в который входили 60 депутатов. Этот клуб стал основой создания Аграрно-демократической партии Молдовы (АДПМ). 19 октября 1991 года съезд партии одобрил Программу и Устав и избрал депутата Дмитрия Моцпана председателем нового политического формирования.
Парламентарии Аграрно-демократической партии Молдовы обвинили депутатов Народного фронта Молдовы (НФМ) в некомпетентности, требуя и добившись проведения досрочных выборов. На досрочных парламентских выборах, прошедших 27 февраля 1994 года, АДПМ добилась большого успеха, получив 43,18% голосов избирателей и, следовательно, 54 из 104 мандатов в парламенте. Таким образом АДПМ получила должность председателя парламента (Пётр Лучинский), две должности вице-председателей и председательство в 8 из 10 парламентских комиссиях. Дмитрий Моцпан был избран вице-председателем Парламента (1994-1997).
Дмитрий Моцпан был председателем Аграрно-демократической партии Молдовы с 1991 года. После избрания Петра Лучинского на пост президента Республики Молдова, Моцпан был кандидатом на должность, оставшейся вакантной после ухода Лучинского, но не набрал необходимых 53 голосов.
Всё же, 6 марта 1997 года Дмитрий Моцпан был избран председателем парламента Республики Молдова 55 голосами из 101 и занимал эту должность с 5 марта 1997 до 23 апреля 1998 года.
На парламентских выборах в марте 1998 года Аграрно-демократическая партия Молдовы потеряла значимую часть своих членов и электората, набрав всего 3,63% голосов, и не вошла в состав парламента. В 1998 году Дмитрий Моцпан ушёл на пенсию, отказавшись от политической деятельности.
Ушёл из жизни 23 июня 2018 года.

## Награды
- Орден Республики, 28 декабря 2012 года[2]
- Медаль «За гражданские заслуги» («Meritul Civic»), 22 августа 1996 года[3]